# ودویل

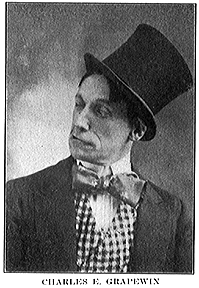
یک برگ از روزنامه تبلیغاتی ودویل که چهرهٔ یکی از کمدین‌های ودویل به نام شارل گرَپوین را نشان می‌دهد.

وُدویل گونه‌ای برنامه نمایشی سرگرم‌کننده و تفریحی بود که از دهه ۱۸۸۰ تا ۱۹۳۰ در آمریکا و کانادا رواج داشت. معادل آن در انگلیس موزیک هال نامیده می‌شد. ودویل شامل هشت تا ده نمایش جداگانه بود که گرچه تک تک و مجزّا از یکدیگر تهیه می‌شد امّا روی هم رفته و بر روی هم یک برنامهٔ سرگرم‌کنندهٔ خانوادگی را به وجود می‌آورد.
انواع برنامه‌های سرگرم‌کننده‌ای در ودویل رواج داشت مانند: اجرای برنامه توسط نوازندگان آهنگ‌های محبوب مردم (موزیک پاپ) و نیز توسط موزیسین‌های موسیقی کلاسیک، انواع رقص، برنامه‌های کمدی، برنامه‌های اجرا شده توسط حیوانات دست‌آموز، شعبده بازی، اجرای برنامه توسط زنان و مردهایی که تقلید مردم را درمی‌آوردند و با جعل هویت به شوخی می‌پرداختند، عملیات آکروبات، اجرای انواع آهنگ‌ها (ترانه‌های درخواستی)، عملیات تردستی و چشم‌بندی، بازی‌های فردی و بازی‌های صحنه‌ای و گروهی و دست جمعی، اجرای عملیات توسط ورزشکاران، ارائهٔ سخنرانی‌های مشهور و خطابه‌های مذهبی، و سرانجام [بعد از اختراع و همه گیر شدن صنعت سینما] نمایش فیلم‌های سینمایی.
ودویل در گونه‌های نمایشی پیش‌تر از آن در آمریکا مانند کنسرت سالون، مینسترل شو، فریک‌شو، موزه ده‌سنتی و بورلسک ریشه داشت. ودویل به نام «قلب تپندهٔ نمایش‌های تجاری آمریکا» نامیده می‌شد و برای چندین دهه یکی از محبوب‌ترین انواع موجود سرگرمی در شمال آمریکا به‌شمار می‌آمد.
این نوع از نمایش اساساً دارای سرشتی هجایی و طنزآمیز و غالباً با آوازهای گهگاهی همراه است. همچنین به شکلی از اپرای سبک و کمیک نیز گفته می‌شود. احتمال می‌دهند که این کلمه از عبارت chansons du vaude vire (آوازهای دره ویر) گرفته شده باشد. از این قرار که در قرن پانزدهم کارگری از اهالی نورماندی فرانسه به نام اولیویه باسلن، ابیاتی هجایی و عامه پسند ضد مهاجمان انگلیسی سرود و کار او در منطقه‌ای که زندگی می‌کرد محبوبیت یافت و مورد تقلید قرار گرفت. موفقیت فراوان قطعات ودویل از اواسط قرن نوزدهم راه را برای پیدایش نوعی اپرای سبک هموار کرد که اشخاصی چون اوژن اسکریب نویسندگانش بودند. بعدها با کاهش محبوبیت این نوع اپراها کلمه ودویل منحصراً به نمایش‌هایی گفته شد (به خصوص در آمریکا) که در واقع مجموعه‌ای از قطعات فکاهی، عملیات آکروباتیک، آواز و رقص، پانتومیم و غیره است؛ تقریباً معادل چیزی که در ایران به نام واریته شهرت دارد.